# Kid Azteca
Luis Villanueva Páramo (Tepito, Ciudad de México, 21 de junio de 1913 - Ciudad de México, 16 de marzo de 2002) fue un boxeador mexicano conocido por su nombre de ring Kid Azteca. Su carrera abarcó de 1932 a 1961, siendo uno de los pocos boxeadores profesionales que ha peleado por cuatro décadas junto a Archie Moore, George Foreman, Roberto Durán y Bernard Hopkins. Fue campeón de peso wélter de su país entre 1932 y 1949.

## Biografía
Nació en Plaza Bartolomé de las Casas No. 28 del barrio de Tepito en la capital mexicana. Comenzó a pelear de manera amateur a los 15 años de edad en Nuevo Laredo, a donde se había mudado con su madre y hermano en busca de oportunidades. La gente lo comenzó a llamar Kid Chino por sus ojos rasgados. El promotor Julio Montes de San Antonio, Estados Unidos, lo contrató y lo rebautizó como Kid Azteca, apodo que conservaría durante toda su carrera.
Se convirtió en campeón wélter al derrotar a David Velasco el 23 de octubre de 1932 en una pelea que ocurrió en el Toreo de Cuatro Caminos ante miles de aficionados. El registro de su carrera no es exacto ya que muchos de sus combates se hicieron de manera no oficial o de manera improvisada. A sus peleas asistían personajes de la época como María Félix, Cantinflas, Pedro Infante y presidentes como Adolfo López Mateos. Su última pelea fue el 3 de febrero de 1961 sumando oficialmente 244 encuentros, de los cuales 200 ganó y 105 fueron por nocaut; perdió 39 peleas y empató 4.
En ese periodo nunca pudo disputar el campeonato mundial wélter por falta de apoyo, esencialmente porque las asociaciones internacionales le negaron la posibilidad de disputarlo manteniéndolo por años como retador ante campeones como Fritzie Zivic y Ceferino García, a quienes retó sin ser ya campeones y los venció. Organizaciones como la entonces Asociación Nacional del Boxeo (hoy Asociación Mundial de Boxeo) lo discriminaron de sus listas.
Vivió sus últimos años en un departamento ubicado en la calle de República de Honduras número 14, cerca de la Plaza Garibaldi, en el Centro Histórico de la Ciudad de México. Murió en 2002 por diversos padecimientos en el Hospital Juárez. Fue enterrado en el Panteón Jardín.

## Estilo de pelea
Se caracterizó por el uso del gancho al hígado y el gancho de izquierda.[cita requerida] En 1934 un periódico estadounidense destacó "la mortal mano derecha de Kid Azteca" la cual combinaba con una velocidad de una cobra". Destacó, igualmente, que Villanueva se sentía en confianza para pelear luego del cuarto round.

## Filmografía
- El gran campeón (1949)
- Kid Tabaco (1955)
- Guantes de Oro (1961)
- Buscando un campeón (1980)

## Premios y reconocimientos
- Parque Kid Azteca en la colonia Morelos de la capital mexicana
- Domo Kid Azteca para entrenamiento y peleas amateur.
- Calle Kid Azteca en el Municipio de Naucalpan Estado de México.
- Deportivo Luis Villanueva Páramo "Kid Azteca"
- Junto a Archie Moore, George Foreman, Roberto Durán y Bernard Hopkins es uno de los boxeadores que permaneció activo por cuatro décadas.